# 八栗新道站

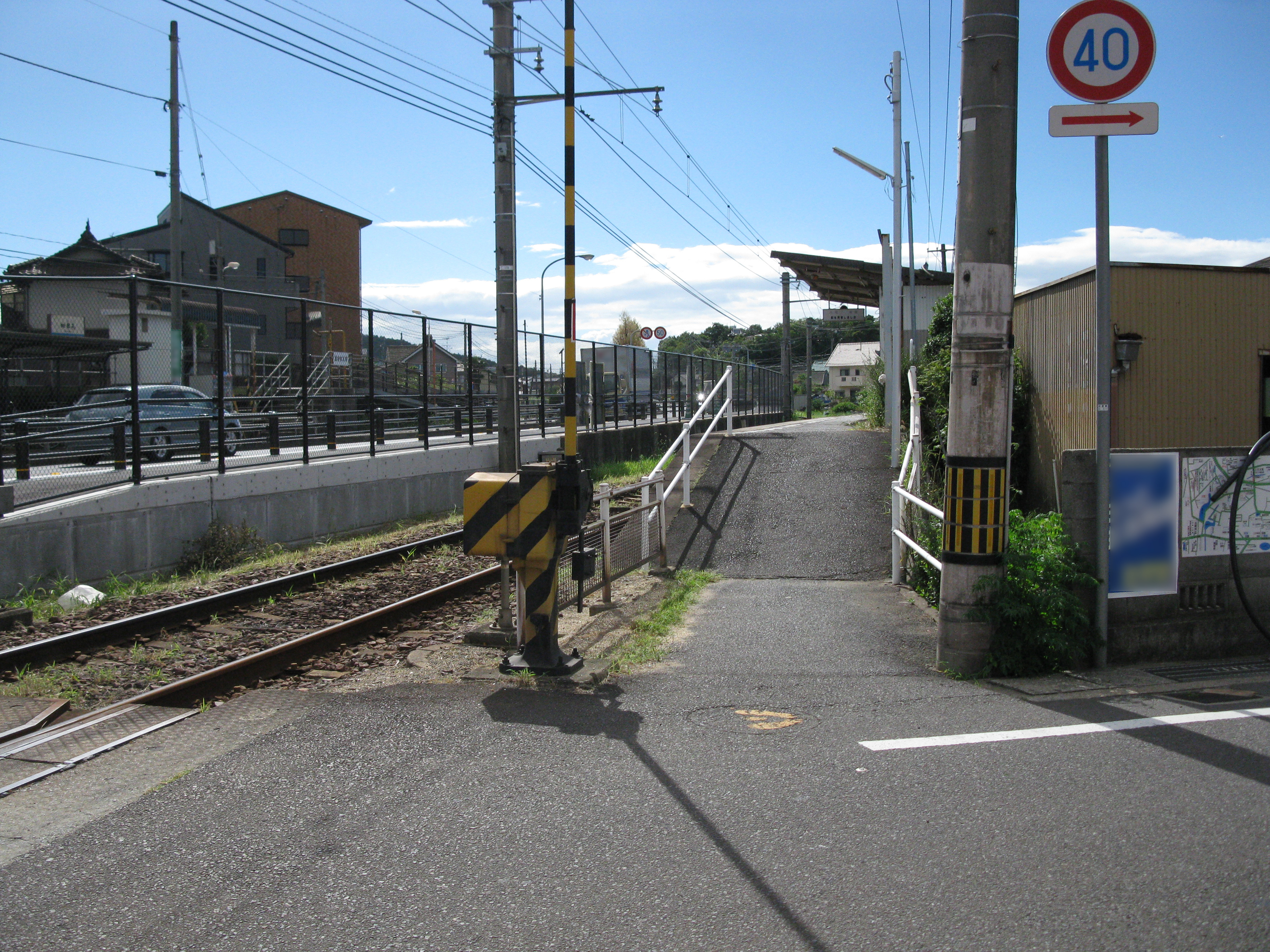
2010年的八栗新道站入口，遠處可見到JR四國讚岐牟禮站的出入口，另最右邊的鐵皮屋經已拆去，並改建為另一條附有上蓋的無障礙斜道。

八栗新道站（日语：／ Yakuri-shinmichi eki */?）是一個位於日本香川縣高松市、屬於高松琴平電氣鐵道（琴電）志度線的鐵路車站，車站編號為S11，為無人車站。車站建於國道11號旁，國道另一邊亦剛好是JR四國高德線的讚岐牟禮站。

## 車站結構
採用簡易車站模式運作，沒有站房，只於靠向鹽屋站一方的月台末端設有一個出入口，為無障礙斜道。2014年後原斜道旁的鐵皮屋被拆去，並加建了1座附有上蓋、而斜度較低的無障礙斜道，直接前往候車亭的旁邊。

### 月台配置
設有側式月台1座，月台長度較一般的為長，有約55米，可容許一列3輛編成的列車停靠。並在中央部份設置了一座長約10米的有蓋候車亭，內設候車長櫈、簡易式售票機、和一組對應出、入站的IC卡感應器。列車停靠時，往瓦町方向為右側上落；往志度方向為左側上落。
| 路線     | 方向 | 目的地       | 備註 |
| -------- | ---- | ------------ | ---- |
| ■ 志度線 | 上行 | 瓦町方向     |      |
| ■ 志度線 | 下行 | 琴電志度方向 |      |

## 歷史
- 1911年11月18日：隨東讚電氣軌道今橋站～志度站開通而開業[1]。
- 1945年1月26日：被指為不要不急線，包括本站在內、由八栗至志度一段路段休止。
- 1949年10月9日：重新投入服務。

## 使用狀況
| 1日上落人數推斷 | 1日上落人數推斷 |
| 年度            | 1日平均人數     |
| --------------- | --------------- |
| 2011            | 225             |
| 2012            | 210             |
| 2013            | 211             |
| 2014            | 204             |
| 2015            | 206             |
| 2016            | 209             |
| 2017            | 203             |
| 2018            | 205             |
| 2019            | 190             |
| 2020            | 165             |
| 2021            | 165             |
| 2022            | 193             |

## 相鄰車站
高松琴平電氣鐵道（琴電）
■志度線
大町 (S10) - 八栗新道 (S11) - 鹽屋站 (S12)

## 外部連結
- 高松琴平電鐵八栗新道站資訊 （页面存档备份，存于）（日語）